# Schloss Franziskaruhe

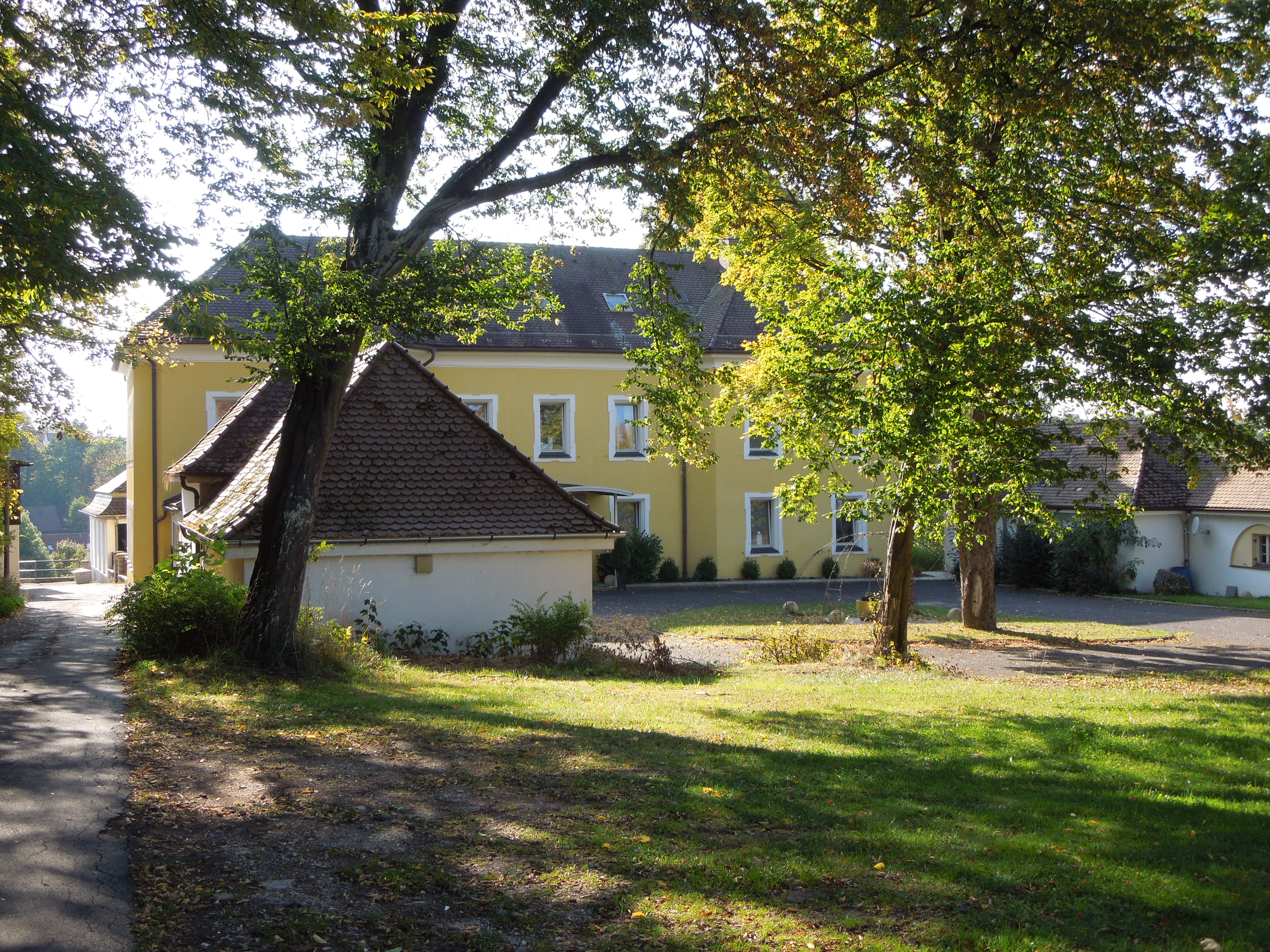
Schloss Franziskaruhe (2015)

Das Schloss Franziskaruhe, auch Lustschloss Franziskaruh, lokal auch das Schlössl genannt, ist ein Schloss in der oberpfälzischen Stadt Sulzbach-Rosenberg im Landkreis Amberg-Sulzbach von Bayern. Es liegt am Fuß des Schlossbergs. Die Anlage ist unter der Aktennummer D-3-71-151-138 als denkmalgeschütztes Baudenkmal von Sulzbach-Rosenberg verzeichnet.

## Geschichte
Das Gebäude wurde im Auftrag von Maria Franziska Dorothea Christina, Pfalzgräfin und Mutter des späteren Kurfürsten und Königs Maximilian I. Josef von Bayern, errichtet. Zuerst hatte sie den Wunsch, ein Sommersalettl aus Rigelwänden und mit Schindeln gedeckt erbauen zu lassen. Ihr Schwager, Kurfürst Karl Theodor, ließ für sie die Baumaterialien beschaffen. Zugleich wurde vom Forstamt ein Garten angelegt. Baumeister war der kurfürstliche Oberbauinspektor Georg Heinrich Dobmeyer. Der Pavillon scheint 1785 fertiggestellt gewesen zu sein. Die Bezeichnung Franziskaruhe wird erstmals am 27. Juli 1786 verwendet. 1788 wurde das Salettl vergrößert. Das Baumaterial wurde vermutlich von dem Burgstall Rosenberg genommen. Es wird berichtet, dass die Pfalzgräfin sich mit ihrer Kutsche sechsspännig zu ihrem „Schlössl“ hat bringen lassen.
Nach dem Tod der Pfalzgräfin († am 15. November 1794) kam der Bau in bürgerliche Hände, vermutlich über die Amberger Regierung an den Amberger Bürgermeister Michael Girisch. Von ihm erwarb es 1805 der französische Emigrant Karl von Malcomes. Er verschenkte es am 18. Januar 1859 an den Rittmeister Baron Julius von Malcomes. Dieser veräußerte es 1865 an den Nürnberger Kaufmann Hermann Kleeköm. Dann ging es auf dem Versteigerungsweg an den Müllermeister Johann Gering. Von ihm kaufte es 1875 das Ehepaar Höfer aus Kulmbach. Der nächste Besitzer ist der königl. württembergische geheime Kommerzienrat Gustav Siegle. Von der Siegel’schen Erbengemeinschaft erwarb es am 30. Mai 1908 der Brauereibesitzer Eduard Fentsch aus Sulzbach. Am 26. April 1922 kauft die Maxhütte das Anwesen. In dem Saal des „Schlössls“ wurde am 7. April 1934 der Zusammenschluss der Gemeinden Sulzbach und Rosenberg beschlossen.
1964 wurde das Gebäude einer grundlegenden Sanierung unterzogen. Es wurde zu Tagungszwecken und als Werkskasino für die Werksangehörigen verwendet. Hier finden auch Theateraufführungen statt.
Nach erneuter Renovierung im Jahr 2011  wurde es zur „Eventlocation mit exklusiver Gastronomie“ ausgebaut. Vorübergehend ist dort seit 2018  ein Kindergarten untergebracht. Auf der Immobilienbörse des Bayerischen Landesamtes für Denkmalpflege wird nach einem Kaufer gesucht. Dieser soll nach Wunsch der Denkmalbehörde „den Um- und Ausbau des Haupthauses von 1964 – einschließlich der Ausstattung insbesondere im Obergeschoss“ in seinem Plänen berücksichtigen.

## Baulichkeit und Lage
Die Dreiflügelanlage liegt unterhalb des Rosenberger Schlossbergs, oberhalb von Rosenberg. Sein zweigeschossiger. verputzter Mittelbau wird von zwei mächtigen Eckpavillons flankiert, die den herrschaftlichen Charakter des einstigen Adelssitzes hervorheben. Erhaltene barocke Fensterrahmungen, ein mächtiges Walmdach sowie eine Altane im rückwärtigen Bereich unterstreichen dies. Zu beiden Seiten des Mittelbaus schließen sich kleinere Flügelbauten an, die die Dreiseitanlage vervollständigen. Der Südflügel besteht aus einem eingeschossigen Walmdachgebäude mit kleinem Türmchen, einem neueren Verbindungsbau zum Hauptgebäude und östlich anschließenden Garagen. Der Nordflügel – ein ebenfalls eingeschossiger Walmdachbau – ist nicht direkt mit dem Hauptgebäude verbunden.
Im Erdgeschoss tritt der Besucher in eine repräsentative Eingangshalle, die rechts und links zu großzügigen Räumen führt. Diese wurden zuletzt als Gasträume eines gehobenen Gastronomiebetriebes genutzt. Das Obergeschoss erreicht man über ein neugestaltetes Treppenhaus. Ein breiter Flur führt zum ehemaligen Festsaal mit abgehängter Faltdecke.
In der Gartenanlage befindet sich ein Gartenpavillon, ein an zwei Seiten über Pfeiler geöffneter Mansardwalmdachbau von 1920.